# Trespasser
Trespasser, noto anche come Jurassic Park: Trespasser, è un videogioco sparatutto in prima persona per Microsoft Windows sviluppato da DreamWorks Interactive e distribuito nel 1998 dalla Electronic Arts. Ispirato alla fortunata serie di film Jurassic Park, il videogioco ha come protagonista Anne, superstite di un incidente aereo, che finisce su Isla Sorna un anno dopo gli eventi del film Il mondo perduto - Jurassic Park, e con le armi abbandonate in giro per l'isola dovrà sopravvivere ai dinosauri occupanti e cercare un modo per tornare a casa sana e salva.
Al momento della distribuzione, il gioco fu accolto molto negativamente dai critici e dai giocatori, criticando la scarna grafica, gameplay, comandi scomodi, e la presenza di numerosi glitch. Molti lo definirono il peggior gioco dell'anno, nonostante l'uscita fu attesa clamorosamente da parte degli appassionati del film.

## Trama
Il gioco si apre con la lettura di un brano di John Hammond, tratto dalle sue memorie. Hammond è il ricco industriale, presente sin dal primo film della serie, che aveva assemblato un team scientifico, la InGen, per clonare dei dinosauri, con l'intenzione di creare un parco di divertimenti a tema. Il sogno venne rovinato quando i dinosauri fuggirono e seminarono il panico, costringendo ad evacuare l'isola. Il Jurassic Park è stato costruito su Isla Nublar, al largo della Costa Rica, ma gli animali sono stati allevati in una posizione alternativa, Isla Sorna, chiamato anche "Sito B". Trespasser si svolge un anno dopo gli eventi del film Il mondo perduto: Jurassic Park.
In seguito viene mostrato un appartamento buio, dove un telefono squilla e una donna di nome Jill lascia un messaggio chiedendo a Anne (residente dell'appartamento) perché sia partita per un viaggio ai tropici nonostante odi andare in aereo. Non a caso la scena si sposta da Anne in aereo che si chiude nel bagno per vomitare, quando improvvisamente si verifica un malfunzionamento e l'aereo precipita.
Anne, sopravvissuta all'incidente, si risveglia sulla riva di un'isola, e procede ad esplorare. Scopre così di essere ad Isla Sorna, e inseguita dalle creature preistoriche, l'eroina si difende avvalendosi delle armi trovate durante l'esplorazione. Seguendo una monorotaia verso l'interno dell'isola, Anne incontra dinosauri come Brachiosaurus, Velociraptor, Stegosaurus, Triceratops, Tyrannosaurus, Parasaurolophus e Albertosaurus. Dopo aver recuperato le schede di sicurezza della InGen, Anne procede oltrepassando una diga e una montagna. Al vertice, riesce a contattare la Marina degli Stati Uniti sul canale di emergenza. Dopo aver ucciso il Velociraptor alfa (uno Utahraptor) e la sua tribù in cima alla montagna, viene salvata da un elicottero.
Il gioco si conclude con Anne che ritorna nel suo appartamento, quando Jill chiama chiedendo una ragione per non averle risposto in tutto questo tempo. Anne risponde senza dire una parola lanciando un artiglio di Raptor sulla sua scrivania.

## Accoglienza
Prima della distribuzione del gioco, è stato annunciato che Jurassic Park: Trespasser avrebbe rivoluzionato i giochi per PC. Tuttavia, dopo la commercializzazione, il risultato fu deludente e non riuscì a impressionare il pubblico come venne affermato. Il gioco presentava uno scarsissimo rendimento della grafica, comandi della tastiera alquanto scomodi, numerosi rallentamenti e la presenza di moltissimi glitch. Pochi furono i revisori che denotarono i non molti elementi positivi di Trespasser, come l'originalità del titolo e la linearità. Oltre alle stroncature, il gioco fu anche un flop commerciale, vendendo nel mondo solo 50 000 copie.